# Sinekur
Sinekur (av latin si'ne, "utan", och cura, "omsorg") innebär en befattning, som ger jämförelsevis mycket i inkomst eller prestige, men där innehavaren har föga eller inget att göra. Nordisk familjebok definierade det kortfattat som en "latmanssyssla". 
Uttrycket "ingen sinekur" syftar på dess motsats, dvs ett arbete som är fullt av uppgifter och med mycket att göra. 
Ursprungligen användes begreppet sinekur i den medeltida Romersk-katolska kyrkan om prästtjänster utan själavård.